# Skalnatá dolina
Skalnatá dolina je údolí ve Vysokých Tatrách ležící nad Tatranskou Lomnicí.
Údolím protéká Skalnatý potok, který pramení ze Skalnatého plesa, které se nachází nad údolím. Údolím prochází turistická cesta postavená v roce 1931–1932 a lanová dráha Tatranská Lomnica – Skalnaté pleso. Celé údolí bylo vyhlášeno za národní přírodní rezervaci.

## Chráněné území
Skalnatá dolina je národní přírodní rezervace v oblasti TANAP. Nachází se v katastrálním území obce Vysoké Tatry v okrese Poprad v Prešovském kraji. Území bylo vyhlášeno či novelizováno v roce 1991 na rozloze 1 069,0500 ha. Ochranné pásmo nebylo stanoveno.